# Розанов, Михаил Михайлович
Михаи́л Миха́йлович Ро́занов (1902 — 1989) — политический заключённый, писатель

, исследователь ГУЛАГа.

## Биография
Михаил Михайлович Розанов родился в 1902 году в Тамбовской губернии.
- 1928 — Бегство из СССР в Маньчжурию. Выдворение обратно. Арест.
- 1930, май — Осужден на 10 лет заключения. Этапирован в Соловецкие лагеря.
- 1930–1931 — Работал на материковых командировках: землекоп на постройке тракта Лоухи – Кестеньга, десятник и молотобоец; счетовод лесозаготовок для экспорта на одном из островов на озере Выг.
- 1931, весна – 1932, осень — отправлен на Соловки как «склонный к побегу».
  - Табельщик и счетовод лесозаготовок и лесобиржи, лесотаксатор лесничества.
  - Оформление выпуска печатной лагерной газеты в качестве технического редактора.
- 1932, осень — Добровольный этап с уголовниками-рецидивистами с острова в Ухтпечлаг.
- 1936–1937 — Командировка в Сыктывкар по деловым поручениям от Печерского Судостроя Ухтпечлага.
- 1938 (?) — Получение нового срока.
  - В течение 15 месяцев – штрафной изолятор,
  - штрафные работы на лесосплаве.
- 1930, май – 1941, лето — Нахождение М. Розанова в разных лагерях Севера более 11 лет без перерыва.
  - Он принадлежал, по собственному свидетельству, к 5 процентам заключенных (лагерная «аристократия»), кто не мёрз от морозов, не испытывал мук голода, не падал обессиленным на работе.
- 1941, лето — Участник войны в качестве бойца Оборонстроя[1] НКВД.
  - Тогда же: плен, в результате которого оказался за границей, за пределами СССР.
- 1949 — Публикация в Лимбурге (Западная Германия) в газете издательства «Посев» воспоминаний М. Розанова.
- 1951 — Издание воспоминаний издательством «Посев» отдельной книгой – «Завоеватели белых пятен» Б.м. [Лимбург], 1951. XXXVI +236 с., табл. (288 стр. и 36 стр. вводной главы о социально-экономическом и политическом значении лагерей для большевизма).
- 1970-е гг. — Написание на основе пятнадцати книг воспоминаний соловецких заключенных двухтомника «Соловецкий концлагерь в монастыре. 1922–1939. — Обзор воспоминаний соловчан соловчанами». Б.м. [Printed in USA], 1979-1987. - Кн.1.-1979 - 299 с.; Кн.2 - Б.г. - 176 с., Кн.З. - Б.г. - 87 с.
- 1949—1980-е гг. — Проживание в США[2].
- 1979–1980 — Издание в США двухтомника малым тиражом на собственные сбережения.

Из шести тысяч на издание двух книг тысячи две возвратятся в карман автору. Остальным скажу прости-прощай. Все же семья по миру не пойдет. За двадцать лет заслужил двойную пенсию, работая за четырех на заводе.
Не все для тела. Надо что-то сделать и для души, чтобы умирать не краснея, с чистой совестью.
23 ноября — 8 декабря 1979 г.
Аризона.Розанов М. М.
- 1987 год — Посещение СССР.

Михаил Михайлович Розанов скончался в 1989 году.

## Публикации
- 1951 — «Завоевание белых пятен», издательство «Посев»[3].
- 1970-е гг. — двухтомник «Соловецкий концлагерь в монастыре. 1922–1939. — Обзор воспоминаний соловчан соловчанами»[4].